# Rayart Pictures Corporation
Rayart Pictures Corporation foi uma companhia cinematográfica estadunidense que se dedicou à distribuição e produção de filmes. Foi fundada em 1924, por W. Ray Johnston, que inicialmente fizera parte da Thanhouser Film Corporation e que, após a Thanhouser cessar suas atividades, foi vice-presidente da Arrow Company, ao lado dos irmãos Shallenberger, até resolver fundar sua própria companhia.

## Histórico
A Rayart fez parte das pequenas produtoras independentes, ao lado da Great Western, Beacon, Burston, Hallmark, Canyon, Arrow e Mascot Pictures, que foi a que mais se destacou.
O primeiro seriado lançado pela Rayart foi Battling Brewster, em 1922, estrelando Helen Holmes. Vieram depois seriados tais como Trooper 77 (1926), Scotty of the Scouts (1926), The Phantom Police (1926), entre outros. Até o fim de suas atividades, em 1929, esteve envolvida na produção e distribuição de cerca de 200 filmes.
A Rayart Pictures Corporation exerceu suas atividades até por volta de 1929. Em 1928, ela se tornara Syndicate Film Exchange, e produzira cinco filmes sob a marca Continental Talking Pictures. Em 1930, a Syndicate foi organizada como Monogram Pictures, com Johnston como presidente e Trem Carr como chefe da produção, produzindo seu primeiro filme em 1931.